# Groupe d'experts Yermak-McFaul sur les sanctions russes
 (janvier 2024).
La mise en forme du texte ne suit pas les recommandations de Wikipédia : il faut le « wikifier ».
Les points d'amélioration suivants sont les cas les plus fréquents. Le détail des points à revoir est peut-être précisé sur la page de discussion.
- Les titres sont pré-formatés par le logiciel. Ils ne sont ni en capitales, ni en gras.
- Le texte ne doit pas être écrit en capitales (les noms de famille non plus), ni en gras, ni en italique, ni en « petit »…
- Le gras n'est utilisé que pour surligner le titre de l'article dans l'introduction, une seule fois.
- L'italique est rarement utilisé : mots en langue étrangère, titres d'œuvres, noms de bateaux, etc.
- Les citations ne sont pas en italique mais en corps de texte normal. Elles sont entourées par des guillemets français : « et ».
- Les listes à puces sont à éviter, des paragraphes rédigés étant largement préférés. Les tableaux sont à réserver à la présentation de données structurées (résultats, etc.).
- Les appels de note de bas de page (petits chiffres en exposant, introduits par l'outil «  Source ») sont à placer entre la fin de phrase et le point final[comme ça].
- Les liens internes (vers d'autres articles de Wikipédia) sont à choisir avec parcimonie. Créez des liens vers des articles approfondissant le sujet. Les termes génériques sans rapport avec le sujet sont à éviter, ainsi que les répétitions de liens vers un même terme.
- Les liens externes sont à placer uniquement dans une section « Liens externes », à la fin de l'article. Ces liens sont à choisir avec parcimonie suivant les règles définies. Si un lien sert de source à l'article, son insertion dans le texte est à faire par les notes de bas de page.
- La présentation des références doit suivre les conventions bibliographiques. Il est recommandé d'utiliser les modèles {{Ouvrage}}, {{Chapitre}}, {{Article}}, {{Lien web}} et/ou {{Bibliographie}}. Le mode d'édition visuel peut mettre en forme automatiquement les références.
- Insérer une infobox (cadre d'informations à droite) n'est pas obligatoire pour parachever la mise en page.

Pour une aide détaillée, merci de consulter Aide:Wikification.
Si vous pensez que ces points ont été résolus, vous pouvez retirer ce bandeau et améliorer la mise en forme d'un autre article.
Le groupe d'experts Yermak-McFaul sur les sanctions russes est un groupe international d'experts indépendants pensant la mise en œuvre de sanctions contre la Russie et la Biélorussie à la suite de l'invasion russe de l'Ukraine. Le groupe d'experts Yermak-McFaul publie des documents, des stratégies et des feuilles de route contenant des plans et des recommandations vis-à-vis des sanctions contre la Russie et la Biélorussie. Le Groupe Yermak-McFaul controle également l'efficacité des sanctions. Leurs travaux sont utilisés par les officiels de la coalition travaillant sur les sanctions. Nombreux sont les experts du Groupe ayant été sanctionnés par le gouvernement Russe.
Le groupe d'experts Yermak-McFaul est créé à l'initiative du Président Volodymyr Zelensky. Andryi Yermak, chef du bureau présidentiel ukrainien le dirige, accompagné du directeur de l'Institut Freeman Spogli d'études internationales (FSI) et ancien ambassadeur des États-Unis à Moscou, Michael McFaul. L'Institut KSE (Kyiv School of Economics), l'Institut de finance internationale, la Yale School of Management, ainsi que l'association Economists for Ukraine sont chargés de fournir les données et matériaux analytiques. L'Institut KSE est mandaté par le gouvernement et administration présidentielle d'Ukraine pour veiller à la mise en œuvre des sanctions, analyser leur efficacité et préparer d'autres documents analytiques sur la nécessité d'introduire de nouvelles limitations sur l'économie russe.

## Liste des documents
- Plan d'action visant à renforcer les sanctions contre la fédération de Russie[2]
- Feuille de route des sanctions énergétiques[3]
- Feuille de route des sanctions individuelles[4]
- Feuille de route des sanctions financières, etc.[5]
- Document du groupe de travail n°5 Les arguments en faveur de la désignation de la fédération de Russie comme État soutenant le terrorisme[6]
- Document du groupe de travail n°6 Pourquoi et comment confisquer les avoirs souverains de la Russie pour aider à reconstruire l'Ukraine[7]
- Document du groupe de travail n° 7 Technologies informatiques et technologies de support : recommandations de sanctions contre la fédération de Russie[8]
- Document du groupe de travail n°8 Rosatom et l'énergie nucléaire civile : recommandations de sanctions contre la fédération de Russie[9]
- Document du groupe de travail n°9 Mesures visant à accroître l'efficacité des sanctions[10]
- Document du groupe de travail n° 10 : Mise en œuvre du plafonnement des prix du pétrole[11]
- Document du groupe de travail n° 11 Plan d'action 2.0 Renforcement des sanctions contre la fédération de Russie[12]
- Document du groupe de travail n°12 Renforcer les sanctions pour empêcher la technologie occidentale d'aider le complexe militaro-industriel russe[13]
- Déclaration du Groupe de travail international sur les sanctions russes à l'occasion du sommet du G-7 [14]
- Déclaration sur le sixième ensemble de sanctions[15]
- Déclaration sur la sécurité énergétique européenne et les turbines Siemens[16]
- Déclaration expliquant pourquoi la Russie devrait être exclue du Groupe de travail financier sur le blanchiment d'argent (GAFI)[17]
- Le Groupe de travail international sur les sanctions russes appelle à l’introduction d’un faible prix plafond pour les produits pétroliers russes[18]

## Le but et la composition du groupe
L'intention du groupe Yermak-McFaul est de fournir une liste exhaustive des mesures économiques et politiques possibles pour fortifier les sanctions des États-Unis, de l'Europe et du monde contre l'agresseur Russe et la Biélorussie,.
Le groupe comprend plus de 100 experts, dont la plupart viennent des États-Unis et d'Ukraine. Parmi eux figurent William B. Taylor Jr, ancien ambassadeur des États-Unis en Ukraine de 2006 à 2009, Andres Oslund, économiste et diplomate suédo-américain, Larry Diamond, sociologue politique américain, Francis Fukuyama, philosophe et économiste politique américain, Tymofiy Mylovanov, président honoraire de la Kyiv School of Economics, Natalia Shapoval, directrice de l'Institut KSE, Yuriy Vitrenko, directeur général de Naftogaz, Andriy Pyshnyi, ancien directeur d'Oshchadbank, Dmytro Natalukha, président de la commission des affaires économiques de la Verkhovna Rada d'Ukraine, Serhiy Leshchenko, journaliste ukrainien, Oksana Markarova, ambassadeur extraordinaire et plénipotentiaire, ainsi que les économistes russes Sergey Aleksashenko et Sergey Guriev,,,,. Les secrétaires de groupe sont Vladyslav Vlasiuk du côté ukrainien et Bronte Kass du côté américain,. Daria Zarivna est chargée de la communication du groupe de travail international d'experts indépendants sur les sanctions contre la Russie. Les experts exposent les sanctions impliquées et leur impact sur l'économie russe, par exemple : Rodnyansky, Nell, Vlasiuk.

## Documents de sanctions publiés
Le 20 avril 2022, le groupe d'experts a publié un plan d'action visant à solidifier les sanctions contre la Russie. Le document trace des recommandations à destination de la communauté démocratique internationale à propos de nouvelles sanctions et mesures économiques visant à contraindre les dirigeants russes à mettre fin à la guerre en Ukraine le plus rapidement possible et à juger ceux auteurs de crimes de guerre,.
Le plan couvre dix domaines clés de la politique de sanctions, incluant : l'extension des sanctions pétrolières et gazières ; la reconnaissance de la Russie et de la Biélorussie comme États sponsorisant le terrorisme ; la consolidation des sanctions individuelles contre les personnes supportant ou soutenant la guerre ; l'élargissement des mesures de contrôle des exportations et des importations.
Le 10 mai 2022, le groupe d'experts a publié une feuille de route sur les sanctions énergétiques. Le document définit des propositions, y compris des mécanismes spécifiques, pour fournir un guide graduel vers l'introduction d'une interdiction totale des importations de tout le pétrole russe et d'un embargo progressif sur les importations de gaz en provenance de la fédération de Russie. La feuille de route livre notamment des stratégies et des lignes directives visant à combattre la dépendance énergétique européenne envers la Russie, et barrer le chemin à l'utilisation des ressources énergétiques comme armes par la Russie,.
Le 6 juin 2022, le Groupe d'experts a présenté un plan d'action sur les sanctions individuelles. Le document explique la portée de ces sanctions et les principes qui sous-tendent leur application, décrit les catégories de personnes auxquelles des sanctions personnelles devraient être imposées et évoque une stratégie pour augmenter la pression des sanctions. La liste des individus soumis à sanctions comprend environ 12 000 personnes physiques et 3 000 personnes morales. D'après le document, les 100 personnes les plus riches selon l'édition russe de Forbes sont une priorité clé en matière de sanctions.
Le 23 juin 2022, le groupe d'experts Yermak-McFaul a publié une feuille de route au sujet des sanctions financières, délivrant une analyse de l'impact des restrictions précédemment imposées sur le système financier russe, une énumération de recommandations pour augmenter la pression sur l'État agresseur et une fiche de risque fourmillant de détails concernant la mise en œuvre des politiques de sanctions. Cette feuille de route définit trois étapes importantes pour une politique de sanction localisée: imposer des sanctions ayant pour but le blocage total des 30 plus grandes banques russes à capitaux publics ; bloquer complètement l'accès aux services et la coopération avec l'agresseur dans le domaine financier ; introduire des outils stricts pour contrôler l’exécution des sanctions.
Le papier propose par ailleurs de nouvelles orientations pour accroître la pression du marché et du public sur les entreprises qui coopérent avec l'agresseur Russe, grâce à l'apport de nouvelles limites de transparence et à la dénonciation publique de ces organisations.
Le 25 avril 2023, le groupe international d'experts Yermak-McFaul a publié un nouveau plan d'action visant à améliorer les sanctions contre la Russie, l'Action Plan 2.0, dans la continuité de celui mis en place l'année précédente. Le rôle de ce document comme base pour l'introduction de sanctions importantes a été souligné par le chef du cabinet du Président. Il est convaincu que le nouveau plan doit être partagé le plus efficacement possible aux chefs d'états et aux organisations compétentes travaillant sur le sujet de l'imposition de sanctions vis-à-vis de la Russie.

## Les grandes orientations de la politique de sanctions
Le Plan d'action pour le renforcement des sanctions envers la Russie, présenté le 20 avril 2022, annonce dix principales mesures :
1. Extension des sanctions pétrolières et gazières : interdiction complète et embargo pétrolier, droits d'importation supplémentaires sur l'énergie russe et projet de l'UE d'assurer l'approvisionnement en gaz.
2. Extension des sanctions en matière de transport et d'assurance : interdiction des transports maritimes, terrestres et ferroviaires en provenance de Russie.
3. Introduction de nouvelles sanctions financières : renforcer les mesures visant à déconnecter toutes les institutions financières russes du système financier mondial.
4. Reconnaissance internationale de la Russie en tant qu'État sponsor du terrorisme[39],[40]
5. Renforcer les sanctions individuelles contre certaines catégories de personnes : imposer des sanctions aux personnalités majeures du gouvernement, des médias et des institutions ainsi qu'à leurs familles.
6. Renforcement des sanctions contre les entreprises publiques.
7. Extension des mesures de contrôle des exportations et des interdictions d’importation : interdire les exportations vers la Russie de tous les produits de haute technologie d’importance stratégique.
8. Sanctions secondaires : soyez prêt à imposer des sanctions secondaires à toute institution financière ou entreprise qui, par ses activités, fournit à des entreprises liées à la Russie un service qui était auparavant fourni par un membre de la coalition de sanctions.
9. Accroître la transparence pour obliger les personnes morales et les organisations à divulguer des informations sur les relations commerciales existantes avec les entreprises et leurs filiales en Russie et en Biélorussie.
10. Approfondissement de la coordination des sanctions ; lier la levée des sanctions à la réalisation de la paix et à la reconstruction ultérieure.

## Résultats
Andryi Yermak a mis l'accent sur le fait que le groupe était parvenu à un embargo sur les produits pétroliers russes, leur plafonnement des prix, des sanctions de blocage total envers une vingtaine des plus grandes banques russes et la privation de tous les droits de la Russie au sein du GAFI. De plus, une liste de biens à double usage a été soumise à des restrictions commerciales. Des sanctions individuelles ont également été imposées à des milliers d'individus, dans divers domaines. Un mécanisme de coordination concernant la mise en place des sanctions au G7 a été adopté.